# Crunomys fallax
Crunomys fallax  (Thomas, 1897) è un roditore della famiglia dei Muridi endemica dell'isola di Luzon, Filippine.

## Descrizione

### Dimensioni
Roditore di piccole dimensioni, con la lunghezza della testa e del corpo di 105 mm, la lunghezza della coda di 79 mm, la lunghezza del piede di 23 mm e la lunghezza delle orecchie di 10 mm.

### Aspetto
La pelliccia è corta, densa e spinosa. Le parti superiori sono bruno-grigiastre miste al giallo-brunastro, più scure lungo la parte mediana della testa e della schiena, mentre le parti ventrali sono grigio pallide. Le orecchie sono piccole e marroni scure. Le parti dorsali delle zampe sono bruno-grigiastre, le dita sono bianche. La coda è più corta della testa e del corpo, marrone scuro sopra, marrone chiaro sotto ed è rivestita di scaglie, ognuna corredata da tre peli.

## Distribuzione e habitat
Questa specie è conosciuta soltanto da un individuo catturato sull'Isola di Luzon, Filippine nel 1896.
Vive probabilmente confinato nelle foreste primarie pianeggianti a circa 300 metri di altitudine.

## Conservazione
La IUCN Red List, considerato che questa specie è conosciuta soltanto da un individuo, classifica C.fallax come specie con dati insufficienti (DD).